# Santiago Alberto de Estrada
Santiago Alberto de Estrada (Buenos Aires, 17 de agosto de 1908-ibídem, 1989) fue un abogado y profesor argentino. Se desempeñó como embajador de Argentina ante la Santa Sede en dos ocasiones, durante el gobierno de Arturo Frondizi (1958-1961) y durante los gobiernos de facto de Roberto Marcelo Levingston y Alejandro Agustín Lanusse (1970-1973).

## Biografía
Su familia se remonta a los tiempos del Virreinato del Río de la Plata, con miembros entre los que se encuentran José Manuel Estrada, Ángel de Estrada (quien fuera embajador ante la Santa Sede) y Carlos de Estrada (quien también ocuparía el mismo cargo diplomático).
Se casó con Carla de la Torre, hija de Jorge de la Torre, quien fuera Ministro de Justicia e Instrucción Pública. Uno de los hijos del matrimonio, Santiago Manuel, posteriormente también encabezaría la embajada ante la Santa Sede entre 1984 y 1989.
Estudió en el Colegio Champagnat y en la Facultad de Derecho y Ciencias Sociales de la Universidad de Buenos Aires, siendo su tesis titulada Desorden liberal y orden cristiano.
Desarrolló la mayor parte de su carrera en el Poder Judicial, siendo secretario de juzgado, fiscal y defensor de pobres en tribunales de Buenos Aires, salvo en los períodos donde desempeñó funciones diplomáticas.
Participó en diversos espacios del catolicismo, comenzando a participar en la militancia católica antiperonista en 1955, participando del alzamiento y bombardeo de la Plaza de Mayo. Integró y presidió el Ateneo de la República junto con Mario Amadeo, y durante el gobierno de Arturo Frondizi fue designado en 1958 embajador ante la Santa Sede, desempeñando el cargo hasta 1961.
En agosto de 1970, volvió a ser designado embajador ante la Santa Sede por el presidente de facto Roberto Marcelo Levingston, hasta 1973.
Fue profesor en la Facultad de Derecho de la Universidad de Buenos Aires, en la Universidad Católica Argentina y en institutos católicos. En 1943 fue designado interventor de la Universidad Nacional de Tucumán. En 1958 participó en la fundación de la Pontificia Universidad Católica Argentina Santa María de los Buenos Aires. Allí fue decano de la Facultad de Derecho entre 1967 y 1970, y por segunda vez entre 1975 y 1985.

## Obra
- Nuestras relaciones con la Iglesia: hacia un concordato entre la Sede Apostólica y el Estado argentino (1963).[2][8]